# Cale Boyter
Cale Boyter (* 28. Juni 1972) ist ein US-amerikanischer Filmproduzent.

## Leben
Die Kindheit von Cale Boyter war aufgrund des militärischen Hintergrunds seiner Familie von zahlreichen Umzügen geprägt. Nach Abschluss der High School studierte er an verschiedenen Colleges, unter anderem der Montana State University. Seine Karriere als Filmproduzent begann nach eigenen Angaben nicht vielversprechend. Er arbeitete in Texas für zwei Produzenten, die ohne sein Wissen illegale Methoden der Kapitalbeschaffung einsetzten, so dass das Unternehmen von der Federal Communications Commission geschlossen wurde. Später ging Boyter nach Los Angeles, wo er ein Jahr für die Talentagentur Paradigm arbeitete.
Von 1998 bis 2008 war Boyter für das Filmproduktionsunternehmen New Line Cinema tätig. Dort stieg er vom Executive Assistant bis zum Executive Vice President of Development auf. In dieser Zeit produzierte er als Executive Producer Filme wie Buddy – Der Weihnachtself, Die Hochzeits-Crasher, Wild X-Mas und A History Of Violence. 
Als New Line 2008 durch Warner Bros. übernommen wurde und massive Stellenkürzungen drohten, wechselte Boyter als Executive Vice President Production zu Metro-Goldwyn-Mayer. Dies geschah auf Betreiben der kurz zuvor ernannten MGM-Vorsitzenden Mary Parent. Für MGM überwachte Boyter Produktionen wie Hot Tub – Der Whirlpool … ist ’ne verdammte Zeitmaschine! und The Cabin in the Woods.
Später arbeitete Boyter kurzzeitig für Mary Parents Unternehmen Disruption Entertainment, bevor er ihr 2016 zu Legendary Pictures folgte. Dort übernahm er wieder die Position eines Executive Vice President Production. Als Produzent des Science-Fiction-Films Dune war er bei der Oscarverleihung 2022 zusammen mit Regisseur Denis Villeneuve und Mary Parent für einen Oscar in der Kategorie Bester Film nominiert. Eine weitere Nominierung brachte der Film ihnen bei den British Academy Film Awards 2022 ein. Insgesamt war Boyter an über 30 Filmen beteiligt.

## Filmografie (Auswahl)
Als Executive Producer
- 2003: Dumm und dümmerer (Dumb and Dumberer: When Harry Met Lloyd)
- 2003: Buddy – Der Weihnachtself (Elf)
- 2004: Butterfly Effect (The Butterfly Effect)
- 2004: Blade: Trinity
- 2005: A History of Violence
- 2005: Die Hochzeits-Crasher (Wedding Crashers)
- 2005: Wild X-Mas (Just Friends)
- 2006: Verbraten und Verkauft (Grilled)
- 2006: Kings of Rock – Tenacious D (Tenacious D in The Pick of Destiny)
- 2006: Es begab sich aber zu der Zeit … (The Nativity Story)
- 2007: Shoot ’Em Up
- 2008: Semi-Pro
- 2008: Das Gesetz der Ehre (Pride and Glory)
- 2009: Der Womanizer – Die Nacht der Ex-Freundinnen (Ghosts of Girlfriends Past)
- 2015: SpongeBob Schwammkopf 3D (The SpongeBob Movie: Sponge Out of Water)
- 2016: Monster Trucks

Als Filmproduzent
- 2017: Genauso anders wie ich (Same Kind of Different as Me)
- 2018: Pacific Rim: Uprising
- 2019: Pokémon Meisterdetektiv Pikachu (Pokémon Detective Pikachu)
- 2021: Dune
- 2022: A Christmas Story Christmas: Leise rieselt der Stress (A Christmas Story Christmas)
- 2023: The Machine
- 2024: Dune: Part Two
- 2025: Ein Minecraft Film (A Minecraft Movie)